# 울류쿠
울류쿠(아이마라어·케추아어: ulluku, 학명: Ullucus tuberosus 울루쿠스 투베로수스[*])는 바셀라과의 단형 속인 울류쿠속(ulluku屬, 학명: Ullucus 울루쿠스[*])에 속하는 유일한 식물이다. 남아메리카에서 뿌리채소나 잎채소로 기른다.

## 이름
울류쿠는 지역에 따라 다양한 이름으로 불린다. 기록된 이름은 다음과 같다:
- 아이마라어: 울류마(ulluma), 울류쿠(ulluku), 일랴코(illako)
- 케추아어: 밀류쿠(milluku), 울류스(ullus), 울류쿠(ulluku)
- 스페인어: 루바(ruba 베네수엘라·에콰도르·콜롬비아), 루비아(rubia 베), 루우아(ruhua 콜), 리사(lisa 볼리비아·페루), 메요코(melloco 에), 무쿠치(mucuchi 베), 미구리(migurí 베), 미추루이(michurui 베), 미추리(michuri 베), 미치루이(michiruí 베), 미쿠체(micuche 베), 오요코(olloco 아르헨티나), 오유코(olluco 볼·에·콜·페), 우바(huba 콜), 우유마(ulluma 아), 우유카(ulluca 아), 우유코(ulluco 볼·에·콜·페), 추과(chugua 콜), 치과(chigua 콜), 카마론 데 티에라(camarón de tierra 콜), 티키뇨(tiquiño 베), 팀보(timbó 베), 파파 리사(papa lisa 볼·스페인·페)

## 분포
남아메리카에 분포한다. 원산지는 볼리비아, 콜롬비아, 페루이다.

## 이용
감자와 비슷한 덩이줄기를 뿌리채소로 먹는다. 시금치와 비슷한 잎은 잎채소로 먹는다.

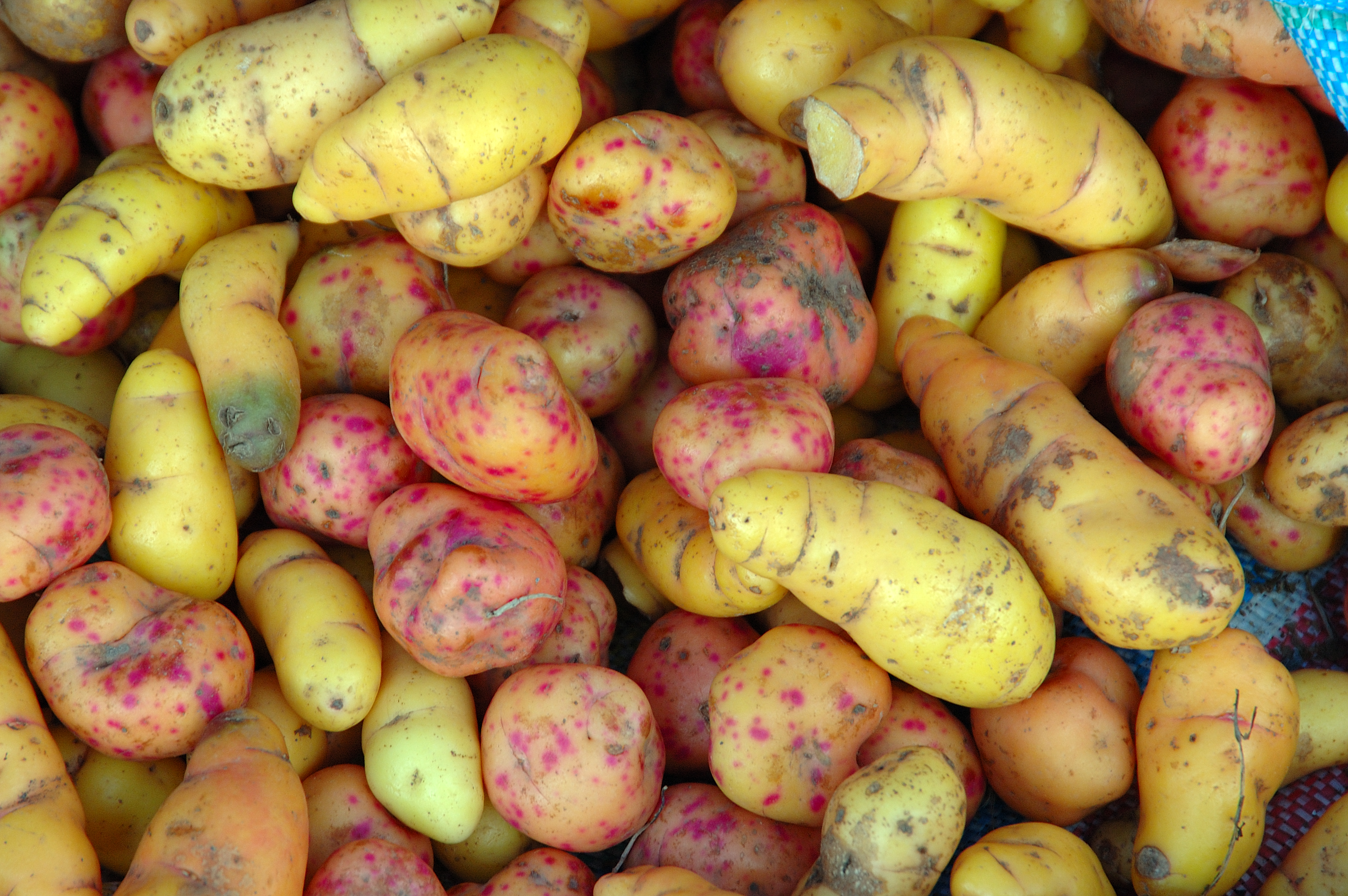
덩이줄기
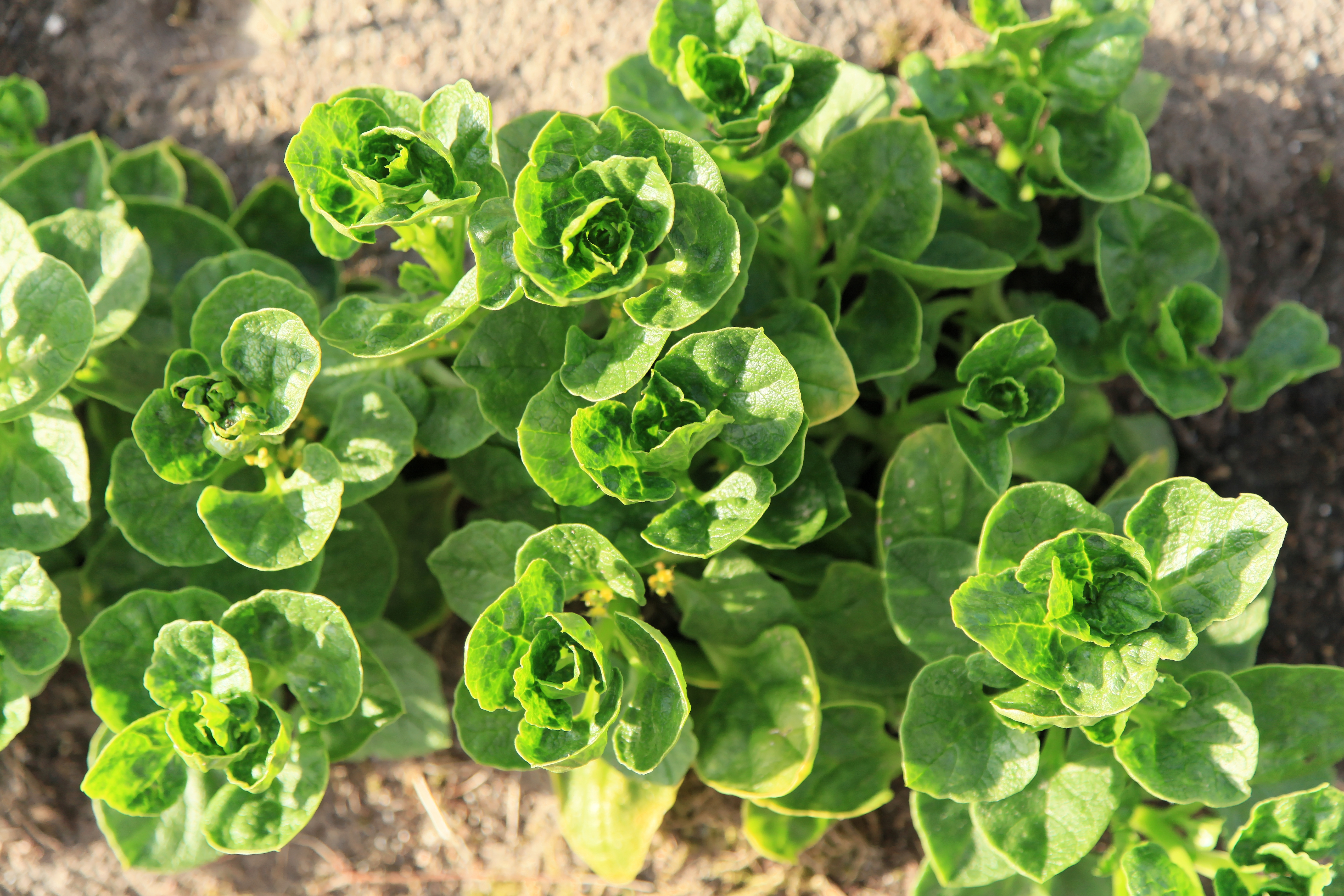
잎

## 같이 보기
- 신대륙 작물
- 야콘